# Salto (departement)
Salto is een departement in het noorden van Uruguay aan de Uruguay, grenzend aan Argentinië in het westen, het departement Artigas in het noorden, de departementen Tacuarembó en Rivera in het oosten en het departement Paysandú in het zuiden. De hoofdstad van het departement is de gelijknamige stad Salto.
Het departement heeft een oppervlakte van 14.163 km² en heeft 124.878 inwoners (2011). Salto ontstond in 1837, toen het werd afgesplitst van Paysandú. Na deze opsplitsing bestond het departement uit vier sectoren, waarvan de twee zuidelijkste departementen (sector I en II) in 1884 het huidige departement Salto vormden. De andere twee sectoren (sector III en IV) werden het departement Artigas.
In Salto bevinden zich enkele populaire kuuroorden, zoals de Termas del Arapey en, enkele kilometers ten zuiden van de hoofdstad, de Termas del Daymán. Het oosten van het departement is sterk heuvelachtig; de Cuchilla de Haedo bevindt zich hier.
Inwoners van Salto worden salteños genoemd in het Spaans.